# Улентуй
Улентуй (рос. Улентуй) — улус Закаменського району, Бурятії Росії. Входить до складу Сільського поселення Улентуйське. Населення — 307 осіб (2024 рік).